# Yecla
Yecla est une commune de la communauté autonome de la Région de Murcie en Espagne. Située à l'extrême nord-est de cette communauté autonome, elle se limite à l'est avec la Communauté valencienne (province d'Alicante) et au nord avec la Castilla-La Manche (province d'Albacete).
Elle est située dans la comarque de l'Altiplano de Yecla-Jumilla (es), à proximité de la sierra d'El Carche.
Sa population est de 35 234 habitants en 2022.

## Géographie
La commune de Yecla a une superficie de 607,7 km2. Elle est située à l'extrême nord de la province de Murcie, à la frontière des provinces d'Albacete et d'Alicante.
| Montealegre del Castillo | Almansa | Caudete  |
| Jumilla                  | Yecla   | Villena  |
| Jumilla                  | Jumilla | El Pinós |

Le paysage dominant est constitué de chaînes de montagnes moyennement élevées, avec une orientation sud-ouest/nord-est prédominantes, qui constituent le prolongement structurel des zones externes des chaînes de montagnes bétiques, avec des structures plissées de style jurassique et une vergence vers le nord. Les principales montagnes de la localité sont la Sierra de Salinas (es) (1 238 m), le Monte Arabí (es) (1 065 m), la Sierra de la Magdalena (1 038 m), la Sierra de las Pansas (1 036 m), le Cerro Picario (1 035 m) et le El Puerto (1 030 m).
La plupart des montagnes sont plus ou moins boisées et séparées par de larges couloirs de vallées, où se trouvent les cultures. La végétation principale est constituée de forêts de pins (Pinus halepensis), plus ou moins denses ; le reste est constitué d'arbustes sur des surfaces largement étendues.
|                                        |
| Localisation dans la Région de Murcie. |

|                                                                      |
| Localisation dans la comarque de l'Altiplano de Yecla-Jumilla (es).. |

## Toponymie
L'origine du terme Yecla vient de l'arabe Yakka (es), qui est le nom d'une forteresse située de nos jours dans un lieu qui s'appelle Cerro del Castillo. Ce toponyme n'est cependant pas d'origine arabe et il est fort probable qu'il dérive des termes pré-romains Iko ou Ika.
Une partie de la commune (le hameau de Raspay) appartient à la région de El Carche, où, en plus de l'espagnol, on parle le valencien. Dans cette langue, la commune s'appelle Iecla, prononcé « /ˈje.kɫa/ »,,,.

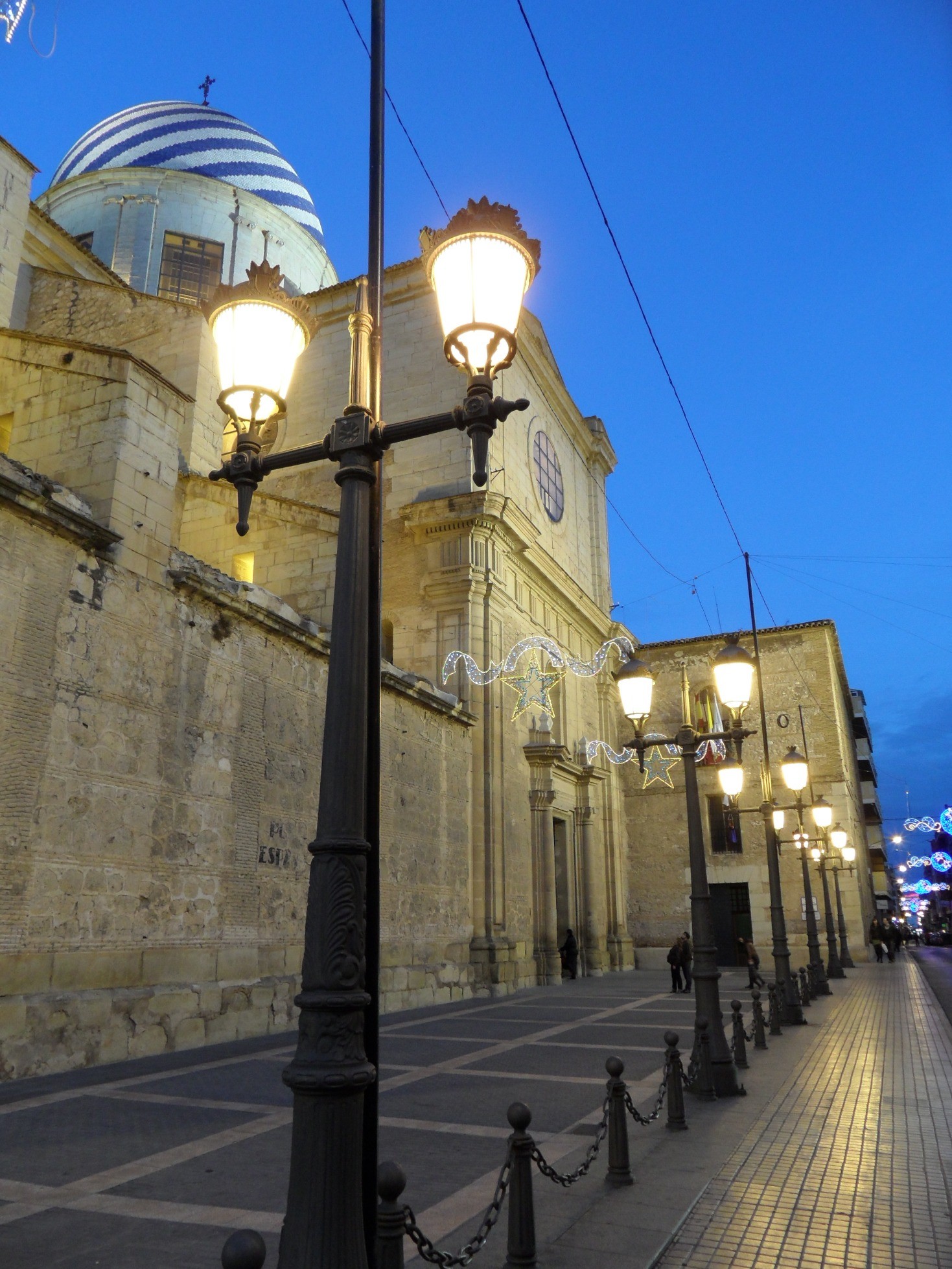
La basilique de la Purísima.

## Histoire
Le premier établissement stable dont il existe des preuves dans la région de l'actuelle Yecla est la forteresse andalouse de Hisn Yakka (es), qui est construite à la fin du XIe siècle, à l'époque almoravide, probablement dans le but d'étendre le pouvoir musulman et de promouvoir l'islamisation dans un territoire peu contrôlé et pratiquement inhabité.

### Abris sous roche préhistoriques
- Abris Cantos de la Visera
- Abri du Mediodía

## Économie
Yecla, avec sa voisine Jumilla, est l'une des principales régions de développement des races de chèvres laitières murciano-granadina (es).
La ville fait partie d'une région viticole et possède l'appellation contrôlée Yecla (es) DO.
La ville regroupe de nombreux fabricants de canapés et entreprises liées à l'industrie de l'ameublement.